# Gardenia sootepensis
Gardenia sootepensis är en måreväxtart som beskrevs av John Hutchinson. Gardenia sootepensis ingår i släktet Gardenia och familjen måreväxter. Inga underarter finns listade i Catalogue of Life.